# Stéphane Braconnier (artiste)
Pour les articles homonymes, voir Stéphane Braconnier et Braconnier.
Stéphane Braconnier est un artiste abstrait français, né le 3 novembre 1958 à Lyon où il est mort le 6 juillet 2015. Sa peinture abstraite est marquée au début par la couleur noire ; à partir de 1982, il commence à travailler sur des tons pastels et clairs, ainsi que sur des motifs géométriques.

## Biographie
Il étudie d'abord à l'école des beaux-arts de Mâcon avant d'étudier à celle de Lyon ; il est diplômé de l’École nationale des beaux-arts de Lyon avec les félicitations du jury, et obtient le Prix de Paris en 1983.
Au début des années 1980, il réalise des peintures abstraites habitées par le noir, comme un de ses maîtres, Pierre Soulages. Il est d'ailleurs représenté par la même galeriste, Alice Pauli. Pour l'anecdote, ils se sont rencontrés à l'occasion d'une exposition à Lausanne, Pierre Soulages aurait dit : « Qui est-ce jeune homme qui marche sur mes pairs ? ».
À partir de 1982, il renonce en partie à ce procédé, et ôte la couche de peinture noire pour travailler sur la couleur pure et sur la forme.
Il est exposé simultanément à la galerie Alice Pauli et à la galerie Lucien Durand, mais aussi dans de grands musées comme le Centre Pompidou qui lui achète une œuvre de 1984 : « Celui de Polichinelle ».
Il travaille à la cire et à la paraffine moulées, technique lui permettant de décliner de subtiles harmonies chromatiques autour de la lumière, et d’osciller entre opacité et transparence. Il devient, dans les années qui suivent, une des figures emblématiques de la génération montante.
Thierry Raspail, conservateur du Mac de Lyon, et directeur de la Biennale d’art contemporain, achète en 1996 une œuvre monumentale, Fantômes,.
Après avoir introduit la photographie dans ses tableaux, l’artiste revient à la peinture. Les noirs profonds témoignent de ce passage par la photographie tandis que les transparences montrent le plaisir retrouvé des subtilités chromatiques aux confins de la lumière.
Il collabore avec la galerie Olivier Houg à partir de 1997, lors d'une première exposition collective avec Patrice Mortier ; la collaboration dure jusqu'en 2008.
Stéphane Braconnier meurt à Lyon le 6 juillet 2015 d'une crise cardiaque,
Sa fille unique, Lucie Braconnier, initie un catalogue raisonné, inventorie, protège et recense les œuvres de la main du peintre ; elle organise en 2017 une exposition dans l'atelier que l'artiste a occupé de 2003 à 2015, intitulée L'Atelier et retraçant son parcours à travers des œuvres uniquement réalisées sur place. En 2018, la famille de Stéphane Braconnier retire de la vente pour une durée indéterminée l'intégralité de ses œuvres afin de protéger la mémoire de l'artiste

## Expositions

### Expositions personnelles
- 1980 : galerie Le Carré Blanc, Dijon, France.
- 1984 : galerie Verrière, Lyon, France.
- 1985 : galerie Lucien Durand, Paris, France[12].
- 1986 : Musée de Toulon, Toulon, France.
- 1987 : galerie Lucien Durand, Paris, France.
- 1988 : galerie Yamaguchi, Tokyo, Japon.
- 1989 : galerie Lucien Durand, Lyon, France.
- 1991 :
  - Centre d’Arts Plastiques de Saint-Fons, Saint-Fons, France.
  - Musée Hébert, La Tronche, Grenoble, France.
- 1992 : galerie Métropolis, Lyon, France.
- 1993 : Musée de Montbéliard, Stéphane Braconnier : oeuvres récentes, Montbéliard, France[13].
- 1994 :
  - galerie Alice Pauli, Lausanne, Suisse.
  - galerie Lucien Durand, Tableaux américains, Paris, France.
- 1995 :
  - galerie Patrick Martin, Lyon, France.
  - Maison des avocats de Lyon, Lyon, France.
  - Le Manoir, Centre culturel, Cologny, Suisse.
- 1998 :
  - galerie Contempo, Rotterdam, Pays-Bas.
  - galerie Olivier Houg, Lyon, France.
- 2000 : galerie Olivier Houg, Lyon, France.
- 2001 :
  - galerie Guislain - États d'art, Paris, France.
  - galerie Contempo, Rotterdam, Pays-Bas.
- 2002 : galerie Olivier Houg, Lyon, France.
- 2004 : Nus et paysages symboliques, galerie Guislain - États d'art, Paris, France[14].
- 2009 : Liaisons, galerie Olivier Houg, Lyon, France[15].
- 2015 : Délégation Parisienne du Grand Lyon, Paris, France.

### Expositions collectives
- 1981 : : Proposition 1, Nouveau musée, Villeurbanne, France.
- 1982 : galerie Verrière, Lyon, France.
- 1983 : Figures imposées, Espace Lyonnais d’Art Contemporain (ELAC), Lyon, France.
- 1984 :
  - À contre courant, Halle Sud, Genève, Suisse.
  - L’autre nouvelle génération, Grand Palais, Paris, France.
- 1985 : Kulturhuset, Stockholm, Suède.
- 1987 :
  - galerie Fachetti, New York, États-Unis
  - Intérieurs, Lyon, France.
  - galerie Lucien Durand, FIAC, Paris, France.
- 1990 :
  - Génération 90, galerie Alice Pauli, Lausanne[16].
  - galerie Lucien Durand, FIAC, Paris, France.
- 1991 :
  - galerie Alice Pauli, Lausanne, Suisse.
  - galerie Lucien Durand, FIAC, Paris, France.
- 1992 :
  - Orient, Occident, galerie Alice Pauli, Lausanne, Suisse.
  - Tondo, Centre Culturel de l’Yonne, Auxerre, France.
  - galerie Alice Pauli et galerie Lucien Durand, FIAC, Paris, France.
- 1993 :
  - galerie Lucien Durand, FIAC, Paris, France.
  - Braconnier. Rauchbach, Espace du Théâtre du Rond-Point, Paris, France[17].
- 1994 : galerie Lucien Durand, FIAC, Paris, France.
- 1995 :
  - galerie Lucien Durand, FIAC, Paris, France.
  - Comme un rayon de lumière, galerie Alice Pauli, Lausanne, Suisse.
- 1996 :
  - galerie Alice Pauli, Lausanne, Suisse.
  - galerie Lucien Durand, Paris, France.
- 1997 :
  - Musée d'Art contemporain de Lyon, Lyon, France.
  - Risquer l'inconnu ou l'autre multiplié, galerie Olivier Houg, Lyon, France.
- 1998 :
  - Phanie, Avignon, France.
  - galerie Lucien Durand Legaillard, FIAC, Paris, France.
- 1999 :
  - Sélection des dernières œuvres des artistes de la galerie, galerie Alice Pauli, Lausanne, Suisse.
  - Urdla, galerie Atelier Ciruclaire, Montréal, Québec.
  - Galerie Contempo, RAI, Amsterdam, Pays-Bas.
  - Galerie Olivier Houg, Art Paris, Paris, France.
- 2000 :
  - galeries Olivier Houg et galerie États d'Art, Art Paris, Paris, France.
  - Galerie Contempo, RAI, Amsterdam, Pays-Bas.
- 2001 :
  - galerie Olivier Houg : Salon de Mars 2001, Genève, Suisse ; Art Paris, Paris, France ; Foire de Turin, Turin, Italie.
  - Portraits, Centre culturel Aragon, Oyonnax, France.
  - Festival Écouter Voir, Lyon, France.
- 2002 :
  - Salon de Montrouge (lauréat), Montrouge, France.
  - galerie Olivier Houg, Rotterdam, Pays-Bas.
- 2004 : galerie Olivier Houg, Lyon, France.
- 2009 : Hippocampe avec Jean-Lucien Guillaume, Philippe Cognée, Philippe Deléglise, Eric Dietman, Marcia Hafif, Yannick Hedel, Rémi Jacquier, Alison Knowles, Denis Laget, Rajak Ohanian, Claudio Parmiggiani, Jacqueline Salmon, Max Schoendorff, Robert Wilson, Bruno Yvonnet.
- 2015 : Regard sur la scène artistique lyonnaise au XXe siècle, Musée des Beaux-Arts, Lyon, France.
- 2016 : Abstractions, Musée Paul-Dini, Villefranche-sur-Saône, France[18].
- 2017 : L'atelier, ancien atelier de Stéphane Braconnier, Lyon, France.

## Œuvres en collections publiques
- Le Rude travail de l'hiver, huile sur toile, 1983, Institut d'art contemporain, Villeurbanne[19].
- Honneur au travailleur, acrylique sur toile découpée, 1983 ; collection du CNAP ; en dépôt au Musée d'Art contemporain, Lyon[20]
- Celui de polichinelle, huile, encaustique et collage d'éponge sur toile, 1984, Centre national d'art et de culture Georges-Pompidou, Paris, France[21].
- Schymzack royal, huile et encaustique sur toile, 1984 ; collection du CNAP ; en dépôt à la Préfecture de la Seine-et-Marne (Melun)[22].
- Le Miroir, huile et cire sur toile, 1993 ; collection du CNAP ; en dépôt au palais de l'Élysée (présidence de la République), Paris[23].
- La Chambre, huile et cire sur toile, 1995; collection de la Commune de Cologny, Suisse[24]
- Fantômes, 1996, Musée d'Art contemporain, Lyon, France[5],[6].
- Mirage, sculpture installée à l'E.N.S.A.T.T., Lyon, 1997 ; œuvre réalisée dans le cadre du 1 % artistique[25].
- L'Est, cire et peinture minérale sur papier marouflé sur toile, 2006 ; collection du CNAP[26].